# Dzoragyugh (Gegharkunik)
Dzoragyugh (in armeno Ձորագյուղ?) è un comune dell'Armenia di 4 823 abitanti (2009) della provincia di Gegharkunik.